# دیواشتیچ
دیواشتیچ آخرین شاه سغد بود از سال ۷۰۶ میلادی تا ۷۲۲ بود که در برابر عرب‌ها ایستادگی کرد. او سال‌ها در دژی در محاصره بود.
در بخشی از بایگانی او که در کوه مغ در خاور سمرقند یافت شده لقب‌های وی امیر پنج (پنجکنت)، شاه سغد، اخشید سغد و حاکم سمرقند ذکر شده‌است. دیواشتیچ به مدت ۱۴ سال در پنج، و پس از آن نیز یک سال در سمرقند فرمانروایی کرد و در سال‌های ۱۰۱ تا ۱۰۲ ق پس از عقب‌نشینی در برابر اعراب به دژ کوه مغ پناهنده شد. اما سرانجام کشته شد. گویا وی هم‌زمان با غورک (والی سمرقند در زمان فتوحات مسلمانان) با استفاده از آشفتگی اوضاع سیاسی، خود را والی سغد خواند.

## پیشینه
دیواشتیچ فرزند یادخِسیتک (Yodkhsetak) و از خاندان دهقانان نژاده سغدی سمرقند بود که از تبار بهرام گور ساسانی بودند. خاندان یادخسیتک ملقب به خاندان «سور» در سده ششم میلادی بر بخش‌هایی از سغد حاکمیت یافتند. پنج تن از افراد این خاندان لقب سور داشتند که دیواشتیج آخرین آن‌ها بود. دیواشتیچ در حدود سال ۷۰۶ میلادی به عنوان پادشاه پنجیکنت برگزیده شده و جای شاهزاده ترک، «چوکین چور بیلگه» را در این مقام گرفت. دیواشتیچ هرچند، حاکمیت کامل نداشت و در قدرت با دیگر شاهزادگان سهیم بود. با این که دیواشتیچ تنها بر پنجیکنت فرمان می‌راند اما لقب «شاه سغد» و «فرمانروای سمرقند» را نیز برای خود استفاده می‌کرد.
بر روی برخی از سکه‌های دیواشتیچ نام «نَنه» دیده می‌شود که یا به نام ایزدبانو «نَنَیا» اشاره دارد یا نام دختر «چوکین چور بیلگه» است که به احتمال زیاد به همسری دیواشتیچ درآمده بود.

## روابط با اعراب و سغدیان
در سال ۷۰۹ یا ۷۱۰ طرخون، حاکم سغدی سمرقند، به خاطر سیاستی که به هواداری از مسلمانان پیش گرفته بود با شورش مردم روبه‌رو شده و سرنگون شد و شاهزاده‌ای به نام غورک به جای او بر تخت نشست. پس از سرنگونی ترخون، دو پسر او گریخته و به دربار دیواشتیچ رفتند و دیواشتیچ با آن‌ها رفتاری مهربانانه داشت. این رویکرد باعث تقویت ادعای مالکیت سمرقند از سوی دیواشتیچ شد. حدود سال ۷۱۲ میلادی و در پی هجوم سپاهیان عرب به فرماندهی قتیبه بن مسلم، دیواشتیچ و دیگر فرمانروایان محلی سغد ازجمله غورک، حاکمیت خلیفه اموی وقت را به رسمیت شناختند. در حالی که غورک کوشید تا از زیر یوغ اعراب درآید و برای این کار حتی از دودمان تانگ چین یاری خواست، دیواشتیچ مناسبات خوبی را با اعراب برقرار کرد به‌طوری‌که آن‌ها رفته رفته نزد خود او را به عنوان «مسلمان» به‌شمار می‌آوردند و به همکاری او امیدوار بودند.

## شورش و مرگ

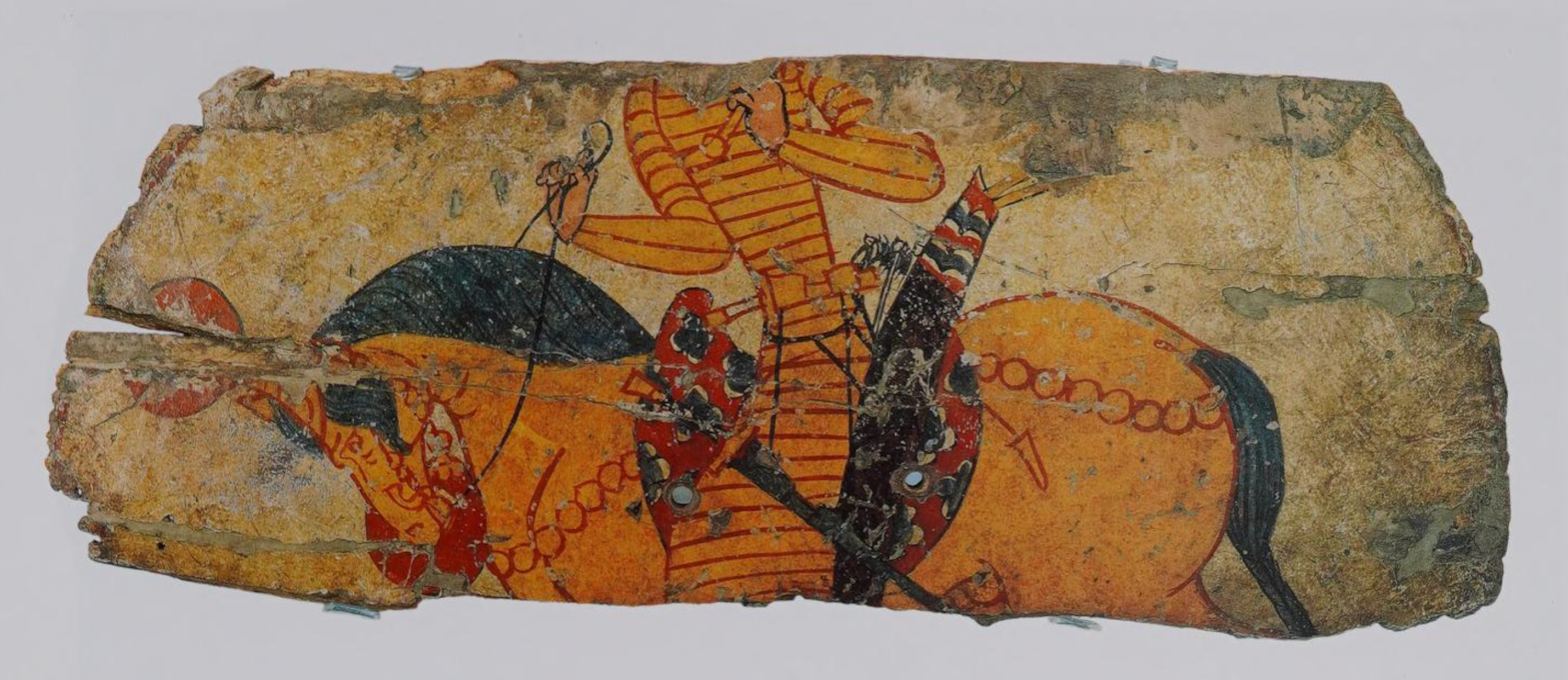
سنگ نگاره ای از دیواشتیچ

اما این وضع دیر نپایید. در ۱۰۱ یا ۱۰۲ ق/۷۲۱ یا ۷۲۱ دیواشتیچ در رأس جنبش سغدیان برضد عربان قرار گرفت. سغدیان در دو گروه، یکی به فرماندهی شخصی به نام کارزنچ (کارزنگ) و برادرزادهٔ او چالنچ، و دیگری به فرماندهی دیواشتیچ متشکل شدند. در این زمان سعید حرشی، عامل خلیفهٔ اموی در خراسان بود. در این پیکار سلیمان‌بن‌ابی‌السری قلعه‌ای را که دیواشتیچ، فرمانروای پنجیکنت در آن قرار داشت، به محاصره گرفت. دیواشتیچ تقاضا کرد که به حکم حرشی تسلیم شود و به همراه مسیّب‌بن‌بشر نزد سعید حرشی رود، پس از خروج دیواشتیچ، اهالی قلعه تسلیم شدند. سلیمان‌بن‌ابی‌السری، دیواشتیچ و گروگانها را همراه با غنایم نزد سعید حرشی فرستاد. حرشی پس از تسلیم اهالی قلعه، دیواشتیچ و دیگر گروگانها را با خود به کش(شهرسبز کنونی) برد و با مردم آن دیارپیمان صلح بست. به قولی دیگر پیمان صلح با ویک دهقانِ کش منعقد شد.
حرشی پس از آنکه به اَربِنجَن (رَبِنجَن) رفت و دیواشتیچ را در آنجا به شیوه‌ای بی‌رحمانه کشت و جسد او را بر مدخل یکی از گورستانهای شهر آویخت و نامه‌ای بر آن نوشت که هر کس جسد را از آن محل بردارد، در مقابل، صد تن از مردم اربنجن را خواهد کشت. حرشی سپس سر دیواشتیچ را به عراق، و دست راست او را به تخارستان برای سلیمان‌بن‌ابی‌السری فرستاد.
دیواشتیچ در حدود سال‌های ۹۰ تا ۹۶ق/۷۰۹–۷۱۴م نامه‌ای به جراح بن عبدالله نوشت که از آن آشکار می‌شود که عرب‌ها پس از سلطه بر فرارود (ماوراءالنهر) کوشیدند تا نظارت بر راه‌های کاروانی سغد را در اختیار گیرند.

## مذهب
اگرچه آیین‌های بودایی و مانوی در نواحی سغد گسترش یافته بود، اما دیواشتیچ همچون اکثر رعایایش ،پیرو آیین زرتشتی بودند، بااین‌حال آیین آنها با آنچه در فلات ایران رواج داشت، متفاوت بود. آیین زرتشتی دیوشتیچ و رعایای او که به «زرتشتی سغدی» نیز معروف است، مذهبی زرتشتی بود که از ادیان مختلف تأثیر پذیرفته بود.حتی ادیان باستانی بین النهرین نیز بر این فرقه زرتشتی تأثیر گذاشته بود و سغدیان ایزدی به‌نام نانایا را پرستش می کردند.

## نوادگان
تبار آل میکال، خاندانی ایرانی که از سده ۳ تا ۵ قمری در خراسان زندگی می‌کردند و منصب‌های مهمی در دوران مختلف داشتند به دیواشتیج می‌رسد. حسنک وزیر که سلطان محمود او را به خاطر دانش و تجربه‌اش به وزارت حکومت خویش گمارد نیز از نسل دیواشتیج بود.